# Egnatius Dexter Maximus
Egnatius Dexter Maximus (fl. 219) est un homme politique de l'Empire Romain.

## Biographie
Il est le fils de Quintus Egnatius Gallienus Perpetuus, consularis vir originaire d'Allifae dans le Samnium, marié avec Tarronia, fille de Quintus Tarronius. Il est le petit-fils de Quintus Egnatius Proculus et de sa femme Maria Aureliana Violentilla.
Il est consul en 263.
Il a une fille, Dextra, mariée avec Marcus Nummius Albinus, fils de Marcus Nummius Albinus.